# Frontera entre la República Democràtica del Congo i Burundi
La frontera entre la República Democràtica del Congo i Burundi és la línia fronterera de 233 kilòmetres, en sentit nord-sud, que separa la República Democràtica del Congo de Burundi.

## Traçat
Comença al nord al trifini entre Tanzània-Burundi-Ruanda, en la confluència dels rius Ruzizi i Ruwa, i segueix el riu Ruzizi cap al sud fins a l'extrem septentrional del llac Tanganyika, pròxim a Bujumbura (Burundi). Des d'aquest pont el traçat fronterer segueix per la línia mitjana del llac Tanganyika cap al sud fins a les proximitats del paral·lel 40º20' sud, on acaba al trifini (dins del llac) Tanzània-Burundi-República Democràtica del Congo.